# Acid nucleic

So sánh hai acid nucleic chủ yếu: RNA (bên trái) và DNA (bên phải), hiển thị tách biệt xoáy ốc và nhóm gốc base chứa nitơ của acid nucleic.

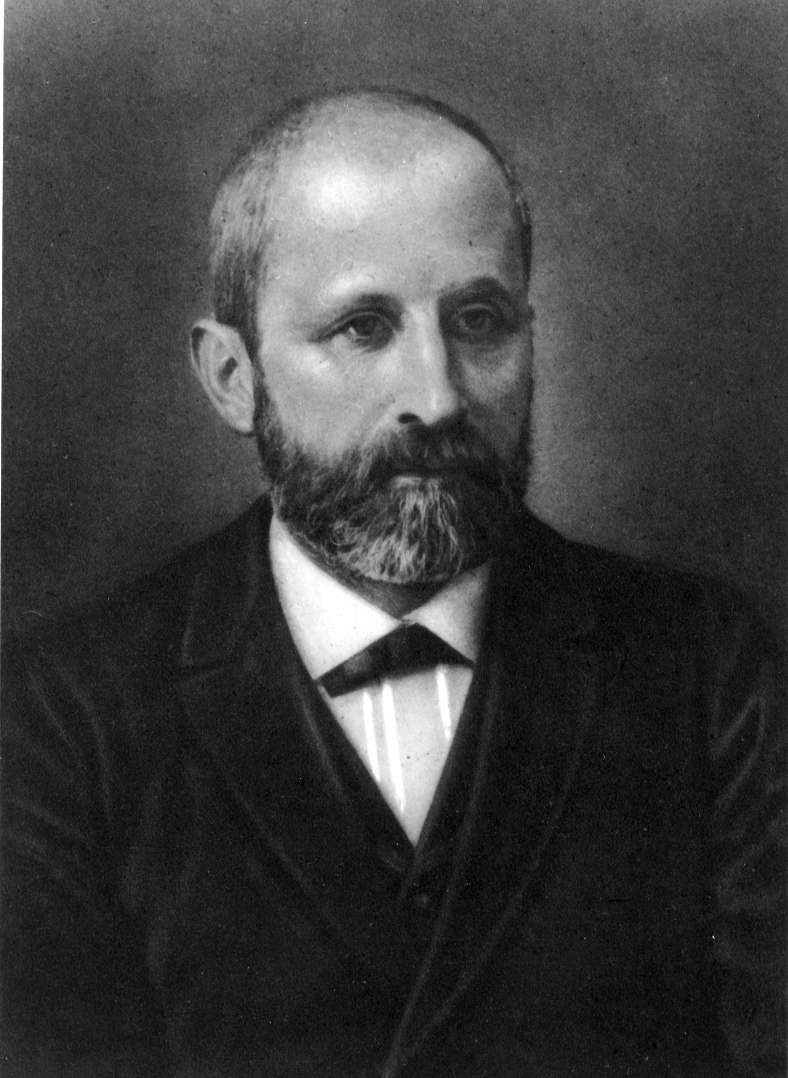
Nhà khoa học Thuỵ Sĩ Friedrich Miescher phát hiện acid nucleic vào năm 1869. Sau đó, ông nêu ra quan điểm chúng nó đáng được gia nhập di truyền.

Acid nucleic là một thứ hợp chất đại phân tử sinh vật, là vật chất tổng hợp của tất cả hình thức mạng sống đã biết ắt hẳn không được thiếu. Acid nucleic được cấu tạo bởi các đơn phân gọi là nucleotide, chúng được cấu tạo bởi 3 thành phần: đường 5-carbon, nhóm gốc phosphat và nhóm gốc base chứa nitơ. Có hai loại Acid nucleic chính là deoxyribonucleic acid (DNA) và ribonucleic acid (RNA). Nếu như đường 5-carbon là ribose thì polymer hình thành là RNA; nếu như đường 5-carbon là Deoxyribose thì polymer hình thành là DNA.
Acid nucleic là đại phân tử sinh vật trọng yếu nhất (còn lại là amino acid / Protein, carbohydrat / hợp chất hữu cơ gồm carbon và hydro, lipid / chất béo). Số lượng nhiều chúng nó tồn tại ở tất cả sinh vật, có chức năng biên soạn mã, đưa chuyển và biểu đạt thông tin di truyền. Nói cách khác, thông tin di truyền được chuyển giao thông qua trình tự acid nucleic. Phân tử DNA có chứa tất cả thông tin di truyền của giống loài sinh vật, là phân tử sợi đôi, trong đó đại đa số là đại phân tử có kết cấu hình dạng chuỗi, cũng có một phần ít hiện ra kết cấu hình dạng vòng, phân tử lượng thông thường rất lớn. RNA chủ yếu là phụ trách dịch mã và biểu đạt thông tin di truyền của DNA, là phân tử sợi đơn, phân tử lượng phải ít hơn nhiều so với DNA.
Acid nucleic tồn tại rộng khắp ở bên trong tất cả tế bào động thực vật, vi sinh vật và Virus, thể phệ khuẩn, là một trong những vật chất cơ bản nhất của mạng sống, đã xây dựng tác dụng quyết định trọng yếu đối với các hiện tượng như phát dục, di truyền và biến dị.
Acid nucleic được nhà khoa học Thuỵ Sĩ Friedrich Miescher phát hiện vào năm 1869. Việc nghiên cứu thật nghiệm acid nucleic đã tạo thành bộ phận hợp thành trọng yếu của nghiên cứu sinh vật học và y học hiện đại, đã hình thành nền móng của bộ gen và pháp y học, cùng với công nghệ sinh học và ngành công nghiệp chế thuốc.

## Chủng loại và tác dụng

### Chủng loại
Nucleotide là đơn vị cơ bản tổ thành acid nucleic, tức là mônôme của nucleotide hợp thành phân tử acid nucleic. Một phân tử nucleotide là do một phân tử nhóm gốc base chứa nitơ, một phân tử đường 5-carbon và một phân tử nhóm gốc phosphat hợp thành. Căn cứ vào sự khác nhau của đường 5-carbon có thể đem acid nucleic chia làm hai loại lớn acid deoxyribonucleic (DNA) và acid ribonucleic (RNA).
| Acid nucleic            | DNA | RNA |
| Tên gọi                 | acid deoxyribonucleic | acid ribonucleic |
| Kết cấu                 | kết cấu xoáy ốc sợi đôi có quy tắc                                                                                         | thông thường hiện ra kết cấu sợi đơn |
| Đơn vị cơ bản           | deoxyribonucleotide | ribonucleotide |
| Đường 5-carbon          | deoxyribose | Ribose |
| Nhóm gốc base chứa nitơ | A (Adenin) G (Guanin) C (Cytosine) T (Thymine)                                                                             | A (Adenin) G (Guanin) C (Cytosine) U (Uracil) |
| Phân bố                 | chủ yếu tồn tại ở nhân tế bào, số lượng ít tồn tại ở tuyến lạp thể và diệp lục thể                                         | chủ yếu tồn tại ở chất tế bào |
| Chức năng               | mang theo thông tin di truyền, có sẵn tác dụng cực kì trọng yếu trong di truyền, biến dị và tổng hợp protein của sinh vật. | coi là vật chất di truyền: chỉ có ở trong vi-rút RNA; không coi là vật chất di truyền: xây dựng tác dụng trong quá trình tổng hợp sinh vật protein nhằm khống chế DNA. mRNA là khuôn mẫu trực tiếp của sinh tổng hợp protein, tRNA có khả năng mang theo amino acid quy định đặc biệt, rRNA là thành phần hợp thành ribosome; tác dụng xúc tác: là một thứ của enzym. |

### Chất tương tự acid nucleic
Chất tương tự acid nucleic là hợp chất tương tự kết cấu với DNA và RNA mà tồn tại ở thiên nhiên, dùng cho nghiên cứu y học và sinh vật học phân tử. Chất tương tự acid nucleic đã phát sinh biến hoá ở giữa phân tử nucleotide mà hợp thành acid nucleic cùng với nhóm gốc base chứa nitơ, đường 5-carbon và nhóm gốc phosphat mà hợp thành nucleotide. Thông thường, những biến hoá này được nhóm gốc base của chất tương tự acid nucleic kết đôi và tính chất chồng chất nhóm gốc base đã phát sinh biến hoá. Ví dụ như nhóm gốc base thông dụng được kết đôi với tất cả bốn nhóm gốc base kinh điển, thêm nữa chất tương tự khung xương acid phosphoric - đường (như ANP) thậm chí có thể hình thành được ba tầng xoáy ốc. Chất tương tự acid nucleic cũng gọi là nucleotide dị nguyên, đã đại biểu một trong những trụ chống chủ yếu của sinh học dị nguyên, tức là thiết kế sự sống dựa theo hình thức tự nhiên mới ra đời nhằm thay thế hoá học sinh vật.
Chất tương tự acid nucleic bao gồm acid nucleic peptide (ANP), acid nucleic khoá kín (ANL) cùng với acid nucleic ethylen glycol (ANG) và acid nucleic threose (ANT). Bởi vì sợi chuỗi chính của phân tử đã phát sinh biến hoá, chúng nó có sự khác nhau rõ ràng với DNA hoặc RNA tồn tại ở thiên nhiên.

### Tác dụng
DNA là cơ sở vật chất chủ yếu nhằm tích trữ, sao chép và đưa chuyển thông tin di truyền. RNA xây dựng tác dụng trọng yếu trong quá trình sinh tổng hợp protein  - trong đó, RNA vận chuyển (tRNA) phát sinh tác dụng mang dắt và dời chuyển amino acid hoạt hoá; RNA thông tin (mRNA) là khuôn mẫu của sinh tổng hợp protein; RNA ribosome (rRNA) là nơi chỗ chủ yếu của các tế bào hợp thành protein. Ngoài ra, bây giờ rất nhiều chủng loại RNA có chức năng khác, ví như RNA tiểu phân tử (miRNA). Chất tương tự acid nucleic chủ yếu dùng cho nghiên cứu y học và sinh học phân tử.

## Lịch sử
- Acid nucleic do nhà sinh vật học và bác sĩ quốc tịch Thụy Sĩ Friedrich Miescher phân li được trước nhất vào năm 1869, gọi là nuclein.[8]
- Thời kì đầu niên đại 80 thế kỉ XIX, nhà hoá học sinh vật Đức Albrecht Kossel - người giành được Giải thưởng Nobel Sinh lí học hoặc Y học năm 1910, tiến một bước tinh chế thu được acid nucleic, đã phát hiện tính acid  mạnh của nó. Ông ấy về sau cũng đã xác định nhóm gốc nucleobase.
- Năm 1889, nhà bệnh lí học Đức Richard Altmann đã sáng tạo thuật ngữ acid nucleic này,[9] đã chọn lấy thay thế nuclein.
- Năm 1938, nhà vật lí học và nhà sinh vật học Anh Quốc William Astbury và Florence Bell (về sau đổi tên thành Florence Sawyer) đã phát biểu sách đồ hoạ diễn xạ tia X của DNA đầu tiên.[10]
- Năm 1953, nhà sinh vật học phân tử Hoa Kỳ James Watson và nhà sinh vật học phân tử Anh Quốc Francis Crick đã xác định kết cấu của DNA.[11]

Việc nghiên cứu thật nghiệm acid nucleic đã tạo thành bộ phận hợp thành trọng yếu của sinh vật học và nghiên cứu y học hiện đại, đồng thời đã dựng yên nền móng cho bộ gen và pháp y học cùng với công nghệ sinh học và ngành công nghiệp chế thuốc.

## Chú ý
1. ↑  Ông gọi acid nucleic là nuclein.